# Лу Чжи (империя Хань)
Лу Чжи (кит. трад. 盧植, 159 — 192), взрослое имя Цзыгань (кит. трад. 子幹) — учёный, историк, военный и государственный деятель империи Хань.

## Биография
Лу Чжи был ростом под два метра, а его голос был подобен звону колокола. Строгий моралист, он не одобрял несерьёзные сочинения и музыку, зато имел пристрастие к вину. Он изучал конфуцианские тексты под руководством Ма Жуна и преподавал сам. Он отказывался от номинаций на государственные должности и даже выступил с критикой Доу У за то, что тот раздаёт себе и своей семье титулы.
Около 170 года Лу Чжи он стал преподавателем университета и составил комментарии к Ши цзин и Ли цзи. Он поддержал идею Цай Юна выгравировать на камне окончательные издания текстов конфуцианских классиков, включая Ши цзин и Ли цзи. В 175 году его назначали в юго-восточные области, чтобы он разобрался с восстаниями коренного некитайского населения, хотя он сказывался больным чтобы уволиться. Примерно в 177 году продолжилась работа над составлением ханьской династической истории Хань Цзи. Лу Чжи получил должность «советника» (議郎) и вошёл в рабочую группу по её составлению вместе с Цай Юном и другими. Они составили летописи для времён императоров Аня и Шуня, вплоть до окончания правления Хуань-ди. Потом Лу Чжи стал «служащим во дворце» (侍中) и вошёл в Императорский Секретариат. В 178 году случилось затмение, и Лу Чжи подал прошение о помиловании для членов в запрещённой партии и подверг критике практику продажи должностей при Лин-ди. Его предложения не были одобрены.
Когда в 184 году поднялось восстание Жёлтых повязок, Лу Чжи стал «северным генералом Двора» (北中郎將) и получил в командование войска, составленные из солдат Северной Армии, призывников и вспомогательных отрядов ухуаней. Он напал на Чжан Цзяо и заставил его отступить в город Гуанчжун в Цзюлу. Пока он готовился к штурму, его оклеветал дворцовый евнух Цзуо Фэн, которому Лу Чжи отказался давать взятку. Лу Чжи арестовали, привезли в столицу в клетке и приговорили к смерти. Когда в столицу вернулся подавивший восстание Хуанфу Сун, то он вступился за Лу Чжи, и того освободили. Лу Чжи снова вошёл в Секретариат.
В 189 году император Лин-ди умер. Регент Хэ Цзинь собирался расправиться с евнухами и для помощи хотел призвать столицу пограничные войска Дун Чжо. Лу Чжи выступал против призыва Дун Чжо, но Хэ Цзинь его не послушал. Когда евнухи убили Хэ Цзиня, Лу Чжи помешал им похитить вдовствующую императрицу. Евнухи похитили юного императора Лю Бяня и его брата Лю Се и сбежали. Лу Чжи отправился за ними в погоню, настиг, и освободил Лю Бяня и Лю Се.
Дун Чжо со своими войсками вступил в столицу и захватил власть. Он собирался сместить Лю Бяня и сделать императором Лю Се. Лу Чжи возражал, и Дун Чжо хотел его убить. От смерти его спасло только заступничество его друга и коллеги Цай Юна, который служил Дун Чжо и пользовался его расположением.
Уже старый и больной Лу Чжи бежал из Лояна. Дун Чжо послал за ним людей, но Лу Чжи смог укрыться в холмистой местности на севере от своего дома в области Чжо, и остался там жить в уединении. Когда он умер в 192 году, то приказал своей семье похоронить его самым простым образом — завёрнутым в простой саван и без гроба. Он оставил после себя много сочинений, сообщений и других записей. Когда в 207 году в этих местах оказался Цао Цао, то он провёл обряд на его могиле.
Его сын Лу Юй тоже был известным учёным, служил Цао Цао и царству Вэй, и при регентстве Сыма Чжао достиг должности одного из трёх гунов.